# Mõisaküla (Stadt)
Mõisaküla (deutsch Moisaküll) ist eine Kleinstadt in Estland. Die Stadt gehört verwaltungsmäßig zur Gemeinde Mulgi im Kreis Viljandi. Sie liegt im Südwesten Estlands, direkt an der Grenze zu Lettland und ist mit einer Bevölkerungszahl von 790 Einwohnern (Stand: 1. Januar 2016) der kleinste Ort Estlands, der Stadtrecht genießt.

## Geschichte
Die Geschichte Moisakülls (Mõisakülas) begann 1895 mit dem Bau der Schmalspurbahn Pernau-Walk. Der Gutsherr von Abia, Freiherr Karl von Stackelberg, gab ein Stück sumpfiges Land ab, um dort ein Lokomotivdepot zu errichten. In der Folge ist der Ort eng mit der Eisenbahn verbunden.
1896 wurde die Strecke Pernau-Valga eröffnet, 1897 diejenige von Moisaküll nach Fellin (heute: Viljandi) und weiter nach Reval (heute: Tallinn). 1899 verpachtete der Gutsherr einige Grundstücke als Bauland, und Mõisaküla erhielt seine erste Straße. Im Jahr 1900 wurde eine Reparaturwerkstatt für Lokomotiven eingeweiht, 1909 eine Leinenweberei. Der Ort hatte damals bereits über 100 Häuser und etwa 1000 Einwohner.
1938 erhielt der Ort das Stadtrecht. Bis zum Ausbruch des Zweiten Weltkrieges wuchs der Ort beständig auf fast 3000 Einwohner. 1944 wurde Mõisaküla zu 75 % zerstört.
Als in den 1970er Jahren das Schienennetz an die sowjetische Breitspur angepasst wurde, wurde entschieden, die Strecke von Viljandi nach Mõisaküla stillzulegen. Später wurde die Verbindung nach Pärnu eingestellt. Mit der Aufgabe der Bahnverbindung begann der Niedergang der Stadt. Durch die Randlage und die mangelnde Verkehrsanbindung gehört Mõisaküla zu den strukturschwächsten Städten des Landes.

## Bauwerke
- Evangelisch-Lutherische Kirche Maria Magdalena, Holzbau von 1933/1934 nach dem Projekt des Architekten Alar Kotli, 1983 durch einen Brand zerstört und von 1995 bis 1999 wiederaufgebaut
- Die orthodoxe Kirche des Heiligen Geistes wurde von 1932 bis 1942 errichtet

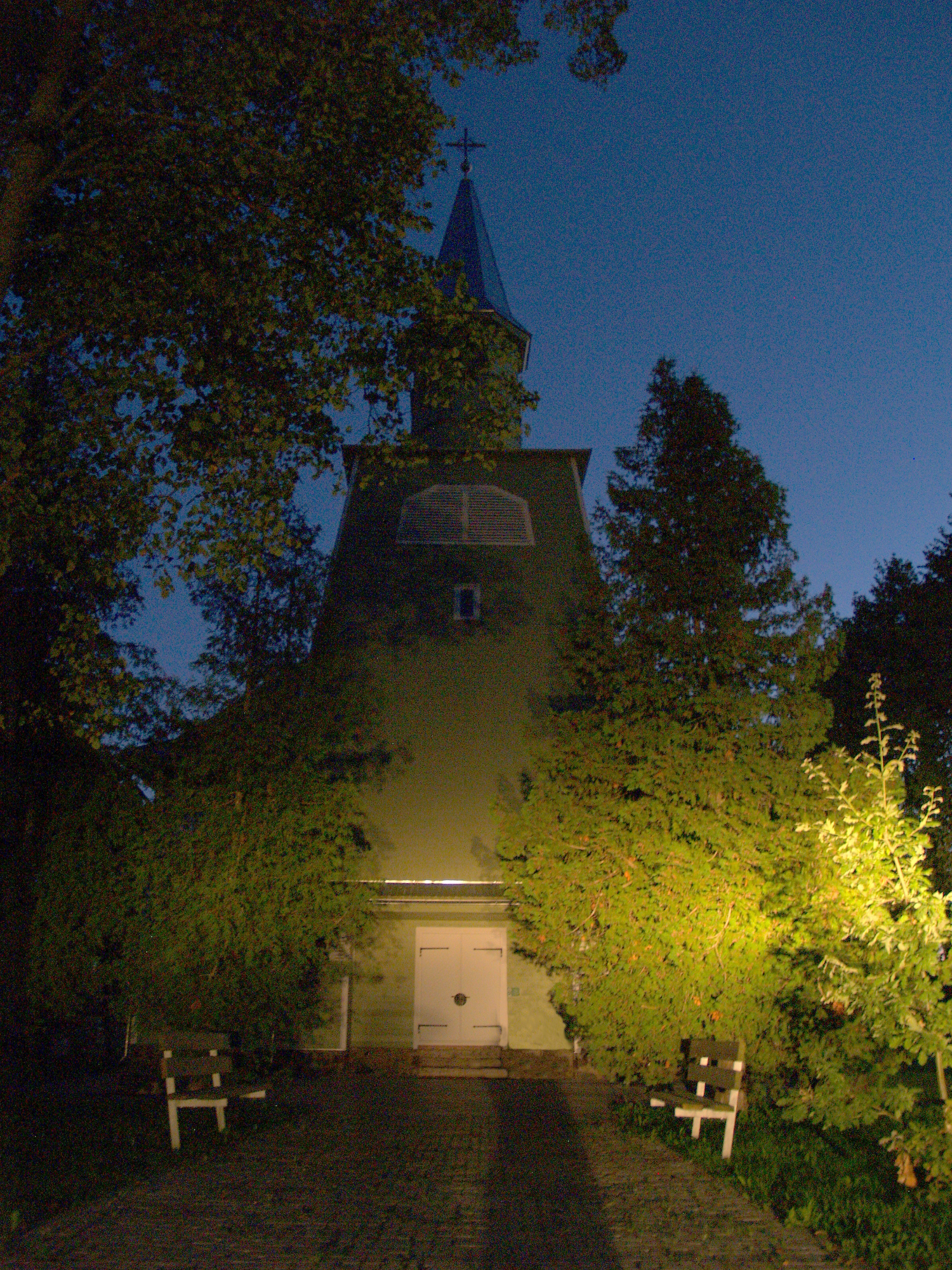
Lutherische Kirche
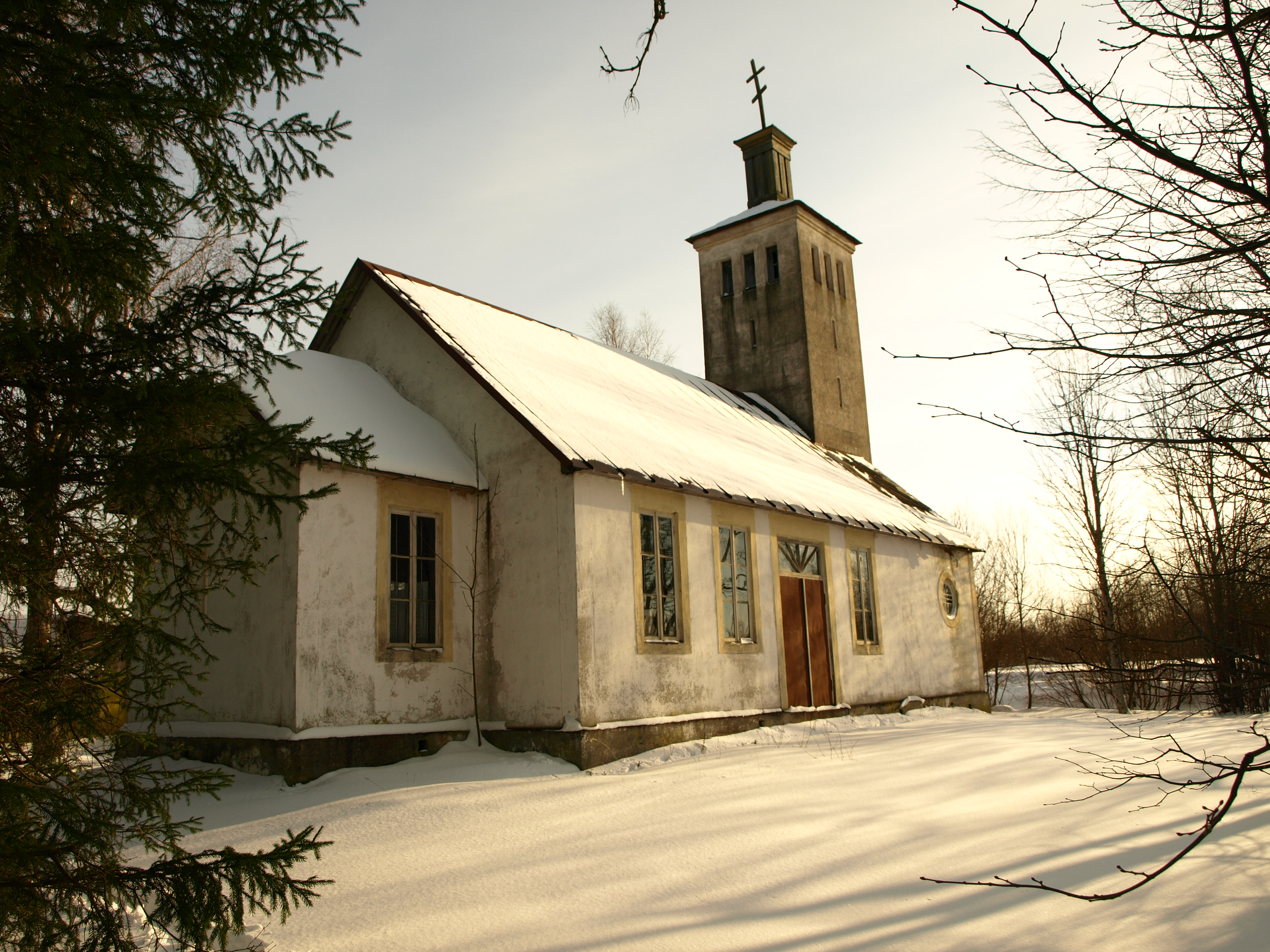
Orthodoxe Kirche Mõisaküla
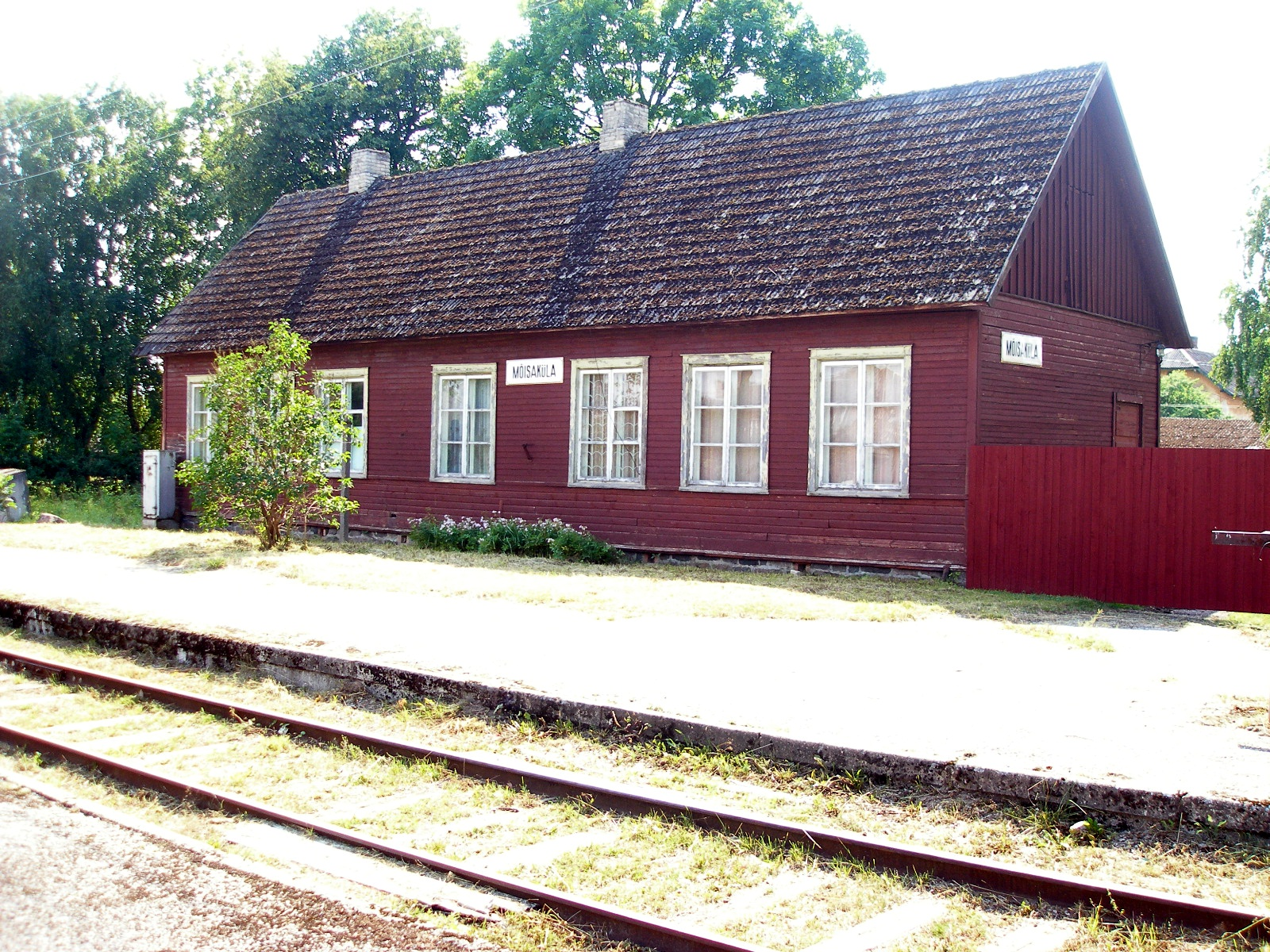
Ehemaliger Bahnhof

## Söhne und Töchter der Stadt
- Robert Schwede (1806–1871), Porträt- und Landschaftsmaler
- Arnold Luhaäär (1905–1965), Gewichtheber, Kugelstoßer, Ringer und Leichtathlet, olympischer Medaillengewinner
- Adalberts Bubenko (1910–1983), Geher
- Ilmar Mändmets (1944–2015), Agrarexperte und Politiker
- Uno Lõhmus (1952–2024), Jurist, Richter am Europäischen Gerichtshof für Menschenrechte und am Europäischen Gerichtshof

## Nachweise
1. ↑  Museum von Mõisaküla und eine Fahrt mit der Draisine. Abgerufen am 9. August 2024.
2. ↑  Einwohnerstatistik Estland (Memento des Originals vom 7. Juli 2013 im Internet Archive)  Info: Der Archivlink wurde automatisch eingesetzt und noch nicht geprüft. Bitte prüfe Original- und Archivlink gemäß Anleitung und entferne dann diesen Hinweis.